# Pasterka

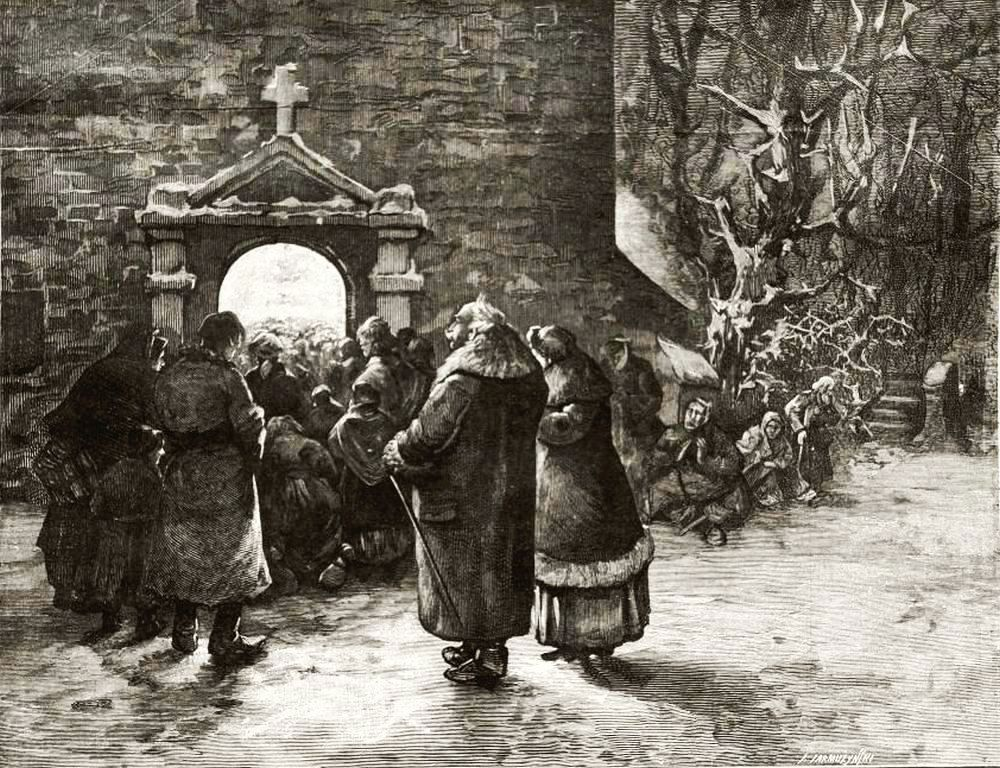
Msza Pasterska w Polsce w XIX wieku. Rysunek Apoloniusza Kędzierskiego

Pasterka, Msza Pasterska – uroczysta msza odprawiana w nocy (najczęściej o północy lub w godzinach wieczornych) z 24 na 25 grudnia, jako druga z liturgicznej uroczystości Bożego Narodzenia. Pasterka upamiętnia oczekiwanie i modlitwę pasterzy zmierzających do Betlejem. W Polsce jest jedną z najważniejszych świątecznych tradycji.
Wedle zwyczajów ziemiańskich z XIX wieku po Pasterce kończył się post mięsny. Po mszy siadano za stołem, gdzie podawano swojskie wędliny i mięsa.